# 11496 Grass
11496 Grass este un asteroid din centura principală de asteroizi.

## Descriere
11496 Grass este un asteroid din centura principală de asteroizi. A fost descoperit pe 10 ianuarie 1989 la Tautenburg de Freimut Börngen. El prezintă o orbită caracterizată de o semiaxă mare de 2,61 ua, o excentricitate de 0,14 și o înclinație de 12,7° în raport cu ecliptica.